# PCGEM1
PCGEM1（英語：Prostate-specific transcript 1）是一个长链非编码RNA基因，位于人类的2号染色体q32区，与前列腺癌有关